# 楊芷
楊 芷（よう し）は、中国西晋の武帝司馬炎の2人目の皇后。最初の皇后の楊艶の父方の従妹。字は季蘭。小字（幼名）は男胤。本貫は弘農郡華陰県。父は驍騎鎮軍二府司馬の楊駿。母は正妻の龐氏。

## 生涯
温和で物静かであり、容貌が美しく婦徳を備えていた。
楊駿は始め、楊芷を美少年として知られた王衍と結婚させようとしたが、王衍は楊駿を軽蔑し、仮病を使って拒絶した。
泰始10年（274年）7月、皇后の楊艶が病に倒れると、楊艶は武帝の寵妃胡芳（胡奮の娘）が次の皇后となるのを嫌い、死の間際に武帝の膝にすがりつき「叔父の娘（楊芷）は徳があり容貌も優れている事から、後宮に入れていただきますよう」と涙を流して懇願した。武帝はこれに同意し、楊芷は後宮に招かれた。
咸寧2年（276年）10月、楊芷は皇后に立てられた。上品で優美であったので司馬炎から寵愛を受けた。これにより、父の楊駿は外戚として度を超えた抜擢を受け、2人の叔父（楊珧と楊済）と共に権勢をほしいままにし、天下三楊と称されるようになった。
太康4年（283年）、勃海殤王司馬恢を産んだが早死した。その後、子は生まれなかったので、豫章王司馬熾（懐帝）を養育した。
皇太子司馬衷の妃である賈南風は嫉妬深く、司馬衷の子を妊娠した妾を殺したことがあった。司馬炎はこれに激怒し、金墉城を修築して賈南風を監禁しようとしたが、楊芷は「太子妃は社稷に大きな功がある賈公閭（賈充の字）の娘です。嫉妬深いといえども先人の徳功を忘れてはなりません」と諫めたので、司馬炎は怒りを収めた。この後、楊芷はしばしば賈南風の振る舞いを諫めたが、賈南風は楊芷が自分をかばっていた事を知らなかったので、逆に司馬炎の前で讒言していると思い、楊芷を恨んだ。
太康10年（289年）11月、疫病に倒れた司馬炎は、太子の司馬衷（楊艶の息子、後の恵帝）の暗愚を心配し、楊駿と汝南王司馬亮に補佐させようと詔書を書いた。だが、楊芷は父と共に裏で働きかけて司馬亮を侍中・大司馬・大都督・豫州諸軍事に任じて仮黄鉞を与え、許昌に出鎮するよう命じた。また、他の皇族についても昇進を名目として地方に追い払った。
太熙元年（290年）3月、武帝の病状が日に日に悪化すると、楊芷は政治を全て楊駿に任せるよう司馬炎に勧めた。司馬炎は既に意識が朦朧としてまともな思考が出来ず、訳も分からずに頷いた。
4月、楊芷は中書監華廙と中書令何劭に命じ、楊駿を太尉・太子太傅・都督中外諸軍事・侍中・録尚書事に任じる、という内容の遺詔を書かせた。詔が完成すると楊芷は司馬炎に渡したが、司馬炎は昏睡状態に陥っており何も答えなかった。司馬炎は再び昏睡状態に陥り、間もなく崩御した。太子の司馬衷（恵帝）が後を継ぎ、楊芷は皇太后に立てられた。
永平元年（291年）1月、賈南風は楊駿の権勢を妬み、宦官の董猛・孟観・李肇と共に楊氏一派の誅殺の計画を練った。3月、賈南風は楚王司馬瑋と結託して政変を起こすと、異変を察知した楊芷は「太傅（楊駿）に協力した者には恩賞を与える」という旨の内容を帛に書き、城外へ射た。賈南風はそれを知ると「皇太后も楊駿に協力して謀反した」と宣言した。結局、楊駿は殺害されてその三族及び側近の者は尽く捕らえられて処刑された。
楊芷は賈南風の命により永寧宮に監禁され、母の高都君龐夫人は死刑を免除されて楊芷と共に監禁された。その後、賈南風は楊芷を弾劾し、楊芷は庶人に落とされて金墉城に幽閉され、龐夫人も結局処刑される事となった。龐夫人の処刑が執行される時、楊芷は母に抱きついて号泣し、自ら妾と称して髪を切り叩頭して賈南風に助命を嘆願した。しかし、賈南風は無視して刑を執行させた。
元康2年（292年）1月、仕えていた者たちをみな賈南風に追放され、楊芷は食を絶たれて8日後に餓死した。
永嘉元年（307年）、司馬熾（懐帝）が即位した後、養母であった楊芷は皇后の位を回復され、悼の諡を贈られ、夫の諡を重ねて武悼皇后と称された。

## 男子
- 司馬恢（勃海王、283年 - 284年）

## 伝記資料
- 『晋書』列伝 后妃上